# میه‌چیسواف نوویسکی
میه‌چیسواف نوویسکی (لهستانی: Mieczysław Nowicki؛ زادهٔ ۲۶ ژانویهٔ ۱۹۵۱) دوچرخه‌سوار اهل لهستان بود.
وی در مسابقات کشوری و بین‌المللی در مجموع برندهٔ ۱ مدال نقره، ۱ مدال برنز شده‌است.